# Espectroscòpia d'impedància electroquímica
L'espectroscòpia d'impedància electroquímica és una tècnica que consisteix en la mesura de la impedància que presenta un elèctrode metàl·lic inserit en un medi aquós determinat. Mitjançant l'anàlisi de l'evolució de la impedància amb la freqüència és possible generar un model que simula el comportament del metall en el medi.
S'usa per estudiar la resistència dels metalls a la corrosió i elaborar mecanismes de corrosió.